# Saint-Laurent-de-Céris
 Saint-Laurent-de-Céris  es una comuna y población de Francia, en la región de Poitou-Charentes, departamento de Charente, en el distrito de Confolens y cantón de Saint-Claud.
Está integrada en la Communauté de communes de Haute-Charente .

## Demografía
| 1040 | 1001 | 883 | 802 | 741 | 746 |
| Para los censos de 1962 a 1999 la población legal corresponde a la población sin duplicidades (Fuente: INSEE [Consultar]) |      |     |     |     |     |